# Бойер, Роберт
Ро́берт Бо́йер (крещён 18 июня 1758 — †4 июня 1834) — британский королевский портретист, художник портретных миниатюр, издатель и баптистский священник. Известен в первую очередь изданием иллюстраций к Библии под названием «Библия Бойера», состоящей из 45 томов с 6330 гравюрами известных художников, и изданием иллюстраций к VI-томной «Истории Англии» Дэвида Юма. Также он создал миниатюры королей Георга III и Георга IV, герцога Йоркского, лорда Нельсона и других. Его часто путают с Вильямом Бойером, который занимался типографией.

## Ранние годы
Бойер родился в Портсмуте в семье Амоса и Бетти Энн Бойер. Крещён он был 18 июня 1758 года. Первоначально он работал в должности клерка у купца в Портсмуте, а затем в Лондоне. Существуют две версии его жизни в ранние годы. По первой, он, чтобы продвинуться по карьере, собирался ехать в морское путешествие в Америку. Но знакомство с  будущей супругой Мэри Шовеллер помешало сбыться его планам, так как необходимо было оплачивать её путешествие. Поэтому он вскоре отказался от этой идеи. По другой версии у него пробудился интерес к миниатюрам и он начал создавать портреты. 14 июля 1777 года он женился на Мэри, и от этого брака у них родилась дочь.

## Портретист миниатюр

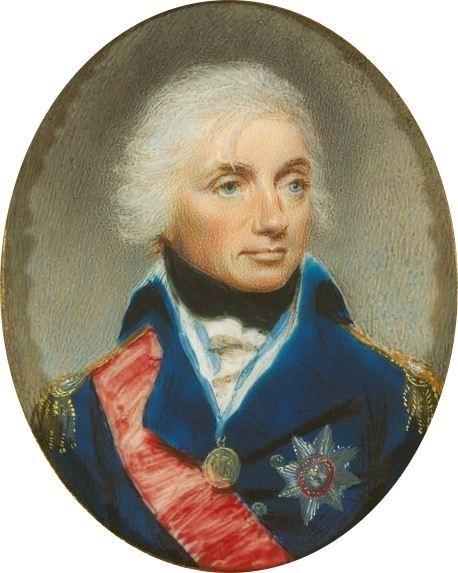
Портретная миниатюра
лорда Нельсона (1800 год).

Предположительно в конце 1770-х годов Бойер стал заниматься портретными миниатюрами вместе с Джоном Смартом (ок. 1740—1811), английским художником портретных миниатюр, который стал его учителем. В 1782 году Бойер выставлял свои работы в Обществе художников, основанной ассоциацией художников в Лондоне. В 1783 году он выставлял свои работы в Королевской Академии художеств. Бойер сделал портретные миниатюры герцога Ратленда, маркизы Солсбери и вице-адмирала Великобритании лорда Нельсона. 4 марта 1789 года, после смерти Иеремии Майера, английского миниатюриста короля Георга III, одного из учредителей Королевской академии, Бойер был назначен художником портретных миниатюр при короле на место Майера. К сожалению, блестящую карьеру художника-миниатюриста он так и не сделал и его затмили такие художники-миниатюристы, как его учитель Джон Смарт, современник Ричард Кросс и другие.

## Издатель
В 1790-е годы Бойер стал печатать иллюстрации к книгам, начиная издательскую деятельность со своих собственных работ. Основными его изданиями считаются два произведения. Это иллюстрирование Библии в 45 томах (Ветхий, Новый заветы и Апокриф[уточнить]), и иллюстрирование шеститомника «Истории Англии» Дэвида Юма (от нашествия Юлия Цезаря до революции 1688 года).

### Библия Бойера

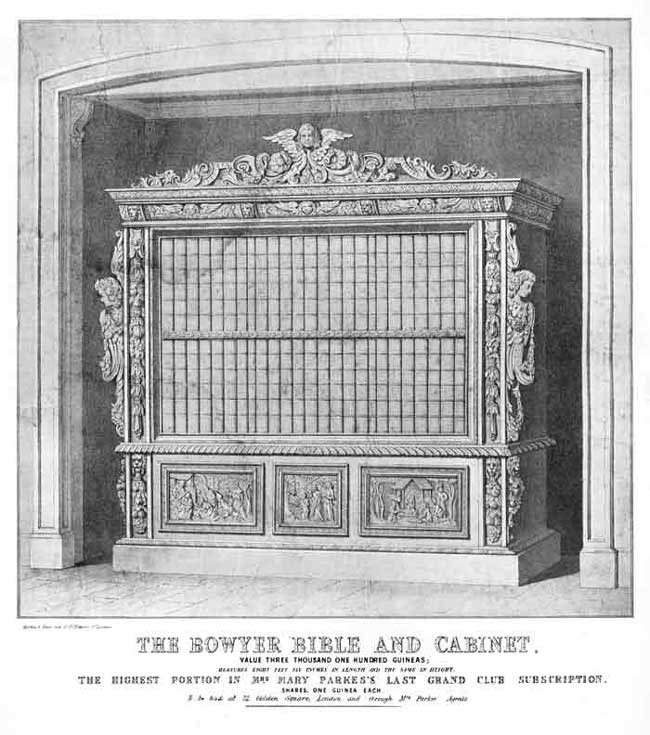
45-томная Библия Бойера в книжном шкафу

Печатать иллюстрации к Библии он начал в 1791 году и продолжал на протяжении 30 лет. За основу Библии он взял содержание Библии Томаса Маклина, картинного дилера. В Библии Маклина уже находилось 1800 иллюстраций в 7 томах и она была наиболее иллюстрирована на тот момент времени среди прочих. Бойер также включил в свою Библию картины старых мастеров, таких как Рафаэль, Рубенс, Дюрер, и других. Бойер стремился проиллюстрировать все аспекты мира Библии. Его Библия разрослась до 45 томов и 6330 иллюстраций. Её расположили в резном книжном дубовом шкафу. К сожалению, Библия Бойера так и не была никогда опубликована. Библия Бойера выставлялась на аукционах, но в конце концов оказалась в музее города Болтона, где хранится до сих пор.

## Историческая галерея
Бойер поручил Дэвиду Юму открыть «Историческую галерею» в здании дома Шомберга, которое принадлежало Мейнхардту Шомбергу и расположено на южной стороне Пэлл Мэлла в центре Лондона. В этой галерее он выставил картины. После этого, этому примеру последовали и другие его компаньоны, которые создали: «Галерею Шекспира» по пьесам Уильяма Шекспира, которую создал издатель и гравёр Джон Бойделл; «Галерею поэтов» создал Томас Маклин; «Галерею Милтона» создал швейцарский живописец «Генри Фюссли» из 47 картин Милтона, которая напоминала «Галерею Шекспира» Бойделла. Все они работали в Пэлл Мэлле примерно в то же время. Бэнджамин Уэст и другие дополнили «Историческую галерею» в общей сложностью 60-ю работами.

## Баптистская деятельность

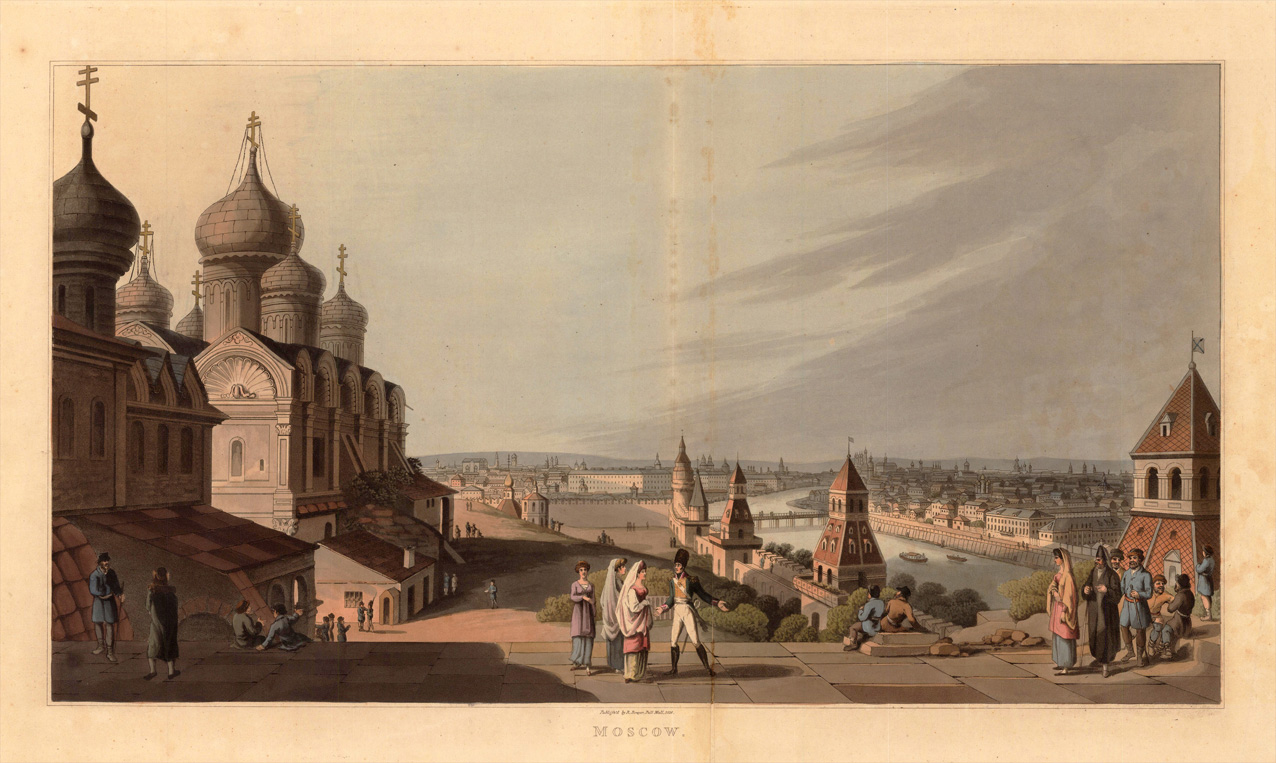
Декоративный панорамный вид Москвы с Кремлём. 1814 год

В 1796 году его единственная дочь Бауерз умерла в возрасте 18 лет. После этого Роберт написал английскому генерал-губернатору Индии Уоррену Гастингсу, что боится, что его жена тоже может умереть. Через три года, семья Бойера удочерила сироту — Екатерину Андраш из Бристоля, ску́льптора, которой было 24 года. Её работы были награждены Королевским обществом поощрения художеств, производителей и торговли и хранятся в Британском музее.
После войны между Англией и Францией Бойер с женой и Андраш отправились в Париж в качестве членов баптистского миссионерского общества и помогли сформировать французское Евангелическое общество. С этого времени Бойер стал более активным в религиозной жизни. Он создал воскресную школу. Купил паб, разрушил его, и на его месте построил часовню недалеко от своей новой миссионерской работы. В дальнейшем он стал министром баптистов из-за долгой дружбы с Джоном Риппоном, министром баптистов, автором важных баптистских гимнов, который его и выдвинул. В 1815 году он был направлен в село Бифлит (Англия) для постройки церкви.

## Поздние годы
Вместе с религиозной деятельностью, Бойер вернулся к миниатюрной портретной живописи. В конце своей жизни он создал миниатюры короля Великобритании Георга IV, герцога Йоркского и других.
В последние годы Бойер стал страдать от финансовых трудностей, а его дом пострадал от сильного пожара. Он умер 4 июня 1834 года в Бифлете. Мэри Паркс унаследовала его дела. Она была его домработницей в селе Бифлит и занималась его делами, когда он был жив.

## Галерея

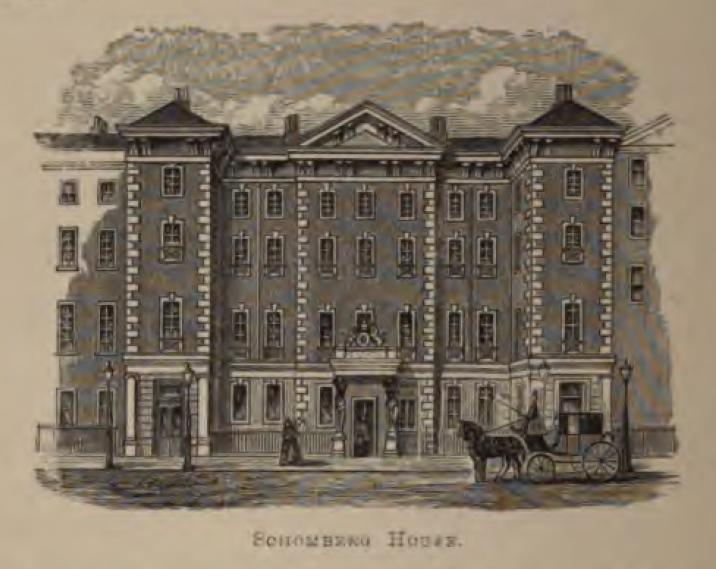
Дом Шомберга по адресу 82 Пэлл Мэлл, где Бойер открыл свои «Исторические галереи» в 1790-х годах
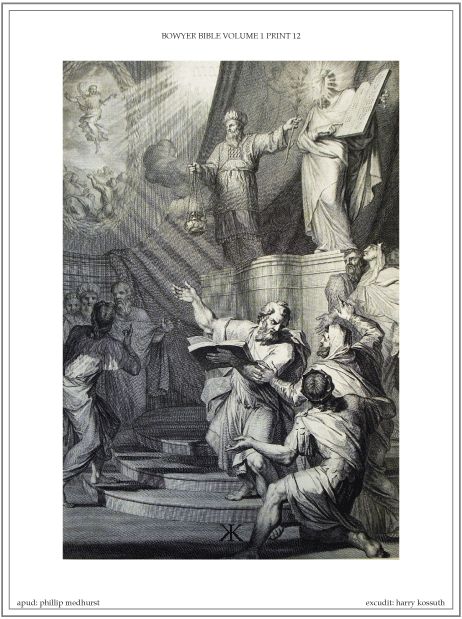
Один из 6 330 отпечатков 45-томной «Библии Бойера». Хранится в музее Болтона[англ.], Англия
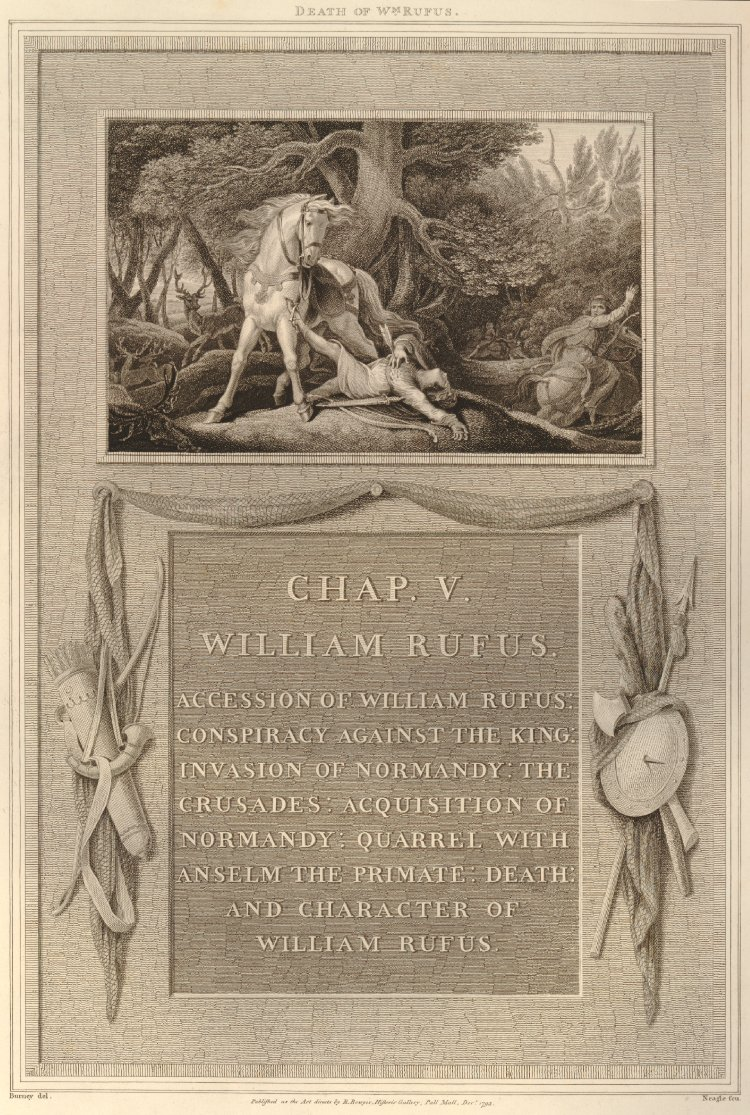
Смерть Вильгельма II. Иллюстрация из V главы Дэвида Юма «История Англии», изданной в 1793 году
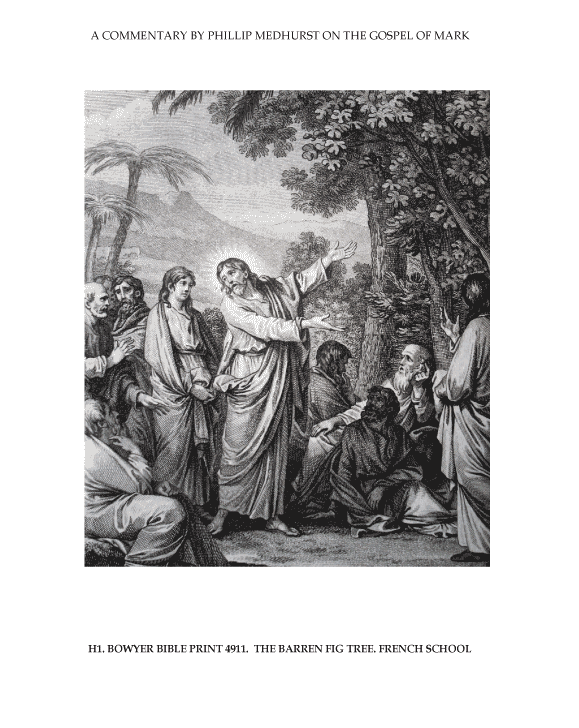
Притча о неплодной смоковнице в винограднике